# Joshua Mackeben
Joshua Mackeben (* 18. November 1994 in Boppard) ist ein deutscher American-Football-Spieler. Er war als Linebacker für die Frankfurt Galaxy in der European League of Football (ELF) aktiv. Mackeben begann 2012 bei den Herren der Koblenz Huskies und lief in den Folgejahren für die Koblenz Red Knights und für die Fighting Farmers Montabaur auf. 2022 schaffte er den Sprung in die seit einem Jahr bestehende ELF und verletzte sich in seinem ersten Jahr so schwer, dass er erst 2023 für Frankfurt Galaxy auflaufen konnte.
Joshua Mackeben hat seine aktive Karriere nach diesem Jahr verletzungsbedingt beendet.